# Federazione Auto Motoristica Sammarinese
Die Federazione Auto Motoristica Sammarinese (FAMS) ist der Dachverband des Motorsports in der Republik San Marino. Der Hauptsitz befindet sich in Dogana.
Der Verband wurde am 21. Mai 1965 gegründet und im Oktober 1968 durch die Fédération Internationale de l’Automobile (FIA) anerkannt. Die FAMS vertritt die nationalen Interessen in den Weltverbänden der FIA und hat dort den Status eines ASN (französisch Autorité Sportive Nationale, Träger der nationalen Sporthoheit). Entsprechend ist die FAMS für die Umsetzung und Überwachung der internationalen Vorschriften und Vergabe von Lizenzen zuständig und ist auch berechtigt internationale Fahrerlizenzen für ihre nationalen Lizenznehmer auszustellen. 

## Aufgaben
- Ausstellen von Lizenzen
- Veranstaltungskalender
- Ausstellen von Veranstaltungsgenehmigungen
- Veranstaltungsüberwachung
- Organisation von Meisterschaften
- Mitgliedschaft in nationalen oder internationalen Organisationen
- Ausbildung und Fortbildung der Sportkommissare
- Umsetzung und Überwachung der Sporthoheit nach den FIA-Regeln

## Veranstaltungen
Zu den bekannten Veranstaltungen der FAMS zählen die Formel-1-Rennen zum Großen Preis von San Marino, die von 1981 bis 2006 durchgeführt wurden. Seit 1970 ist FAMS auch Ausrichter der Rally di San Marino, die Serie zählt auch zur FIA-Europameisterschaft. 2014 fand im Juli die 42. Auflage statt, die auch zur italienischen Rallye-Meisterschaft zählt.

## Trivia
Der aktivste Rennstall und Motorsportclub in San Marino ist die Scuderia San Marino und das  W & D Racing Team, das 2014 beim letzten Rennen des italienischen Touring Endurance Championship den Titel nach Hause fuhr.